# Delos Thurber
Delos Packard Thurber (ur. 23 listopada 1916 w Los Angeles, zm. 12 maja 1987 w San Diego) – amerykański lekkoatleta specjalizujący się w skoku wzwyż, uczestnik letnich igrzysk olimpijskich w Berlinie (1936), brązowy medalista olimpijski w skoku wzwyż.

## Sukcesy sportowe
- IV miejsce w mistrzostwach Stanów Zjednoczonych w skoku wzwyż – 1934[1]
- mistrz Intercollegiate Association of Amateur Athletes of America w skoku wzwyż – 1938[2]

| Rok  | Miasto | Zawody               | Konkurencja | Wynik         |
| ---- | ------ | -------------------- | ----------- | ------------- |
| 1936 | Berlin | Igrzyska olimpijskie | skok wzwyż  | brązowy medal |

## Rekordy życiowe
- skok wzwyż – 2,019 – Columbus 13/06/1936